# La casa torcida (película)
Crooked House (en España: La casa torcida) es una película de intriga británica de 2017 dirigida por Gilles Paquet-Brenner, basada en la novela homónima de Agatha Christie de 1949. La película está protagonizada por Max Irons, Terence Stamp, Glenn Close, Gillian Anderson, Stefanie Martini, Christina Hendricks, Honor Kneafsey, Julian Sands, Stefanie Martini, Roger Ashton-Griffiths, Amanda Abbington y Christian McKay.

## Sinopsis
Aristides Leonides, patriarca de una pudiente familia de origen griego, es asesinado poco después de que su nieta presenta a la familia a su prometido, el hijo de un detective de Scotland Yard, quien comienza a investigar para resolver el crimen.

## Reparto
- Glenn Close: Lady Edith de Haviland
- Terence Stamp: Inspector Jefe Taverner
- Max Irons: Charles Hayward
- Stefanie Martini: Sophia Leonides
- Julian Sands: Philip Leonides
- Honor Kneafsey: Josephine Leonides
- Christian McKay: Roger Leonides
- Amanda Abbington: Clemency Leonides
- Gillian Anderson: Magda Leonides
- Christina Hendricks: Brenda Leonides
- Preston Nyman: Eustace Leonides
- John Heffernan: Laurence Brown
- Jenny Galloway: Nanny
- David Kirkbride: Sargento Glover
- Tina Gray: Miss Ackroyd
- Roger Ashton-Griffiths: Mr Gaitskill
- Andreas Karras: Iannois Agrodopolous
- Gino Picciano: Aristides Leonides

## Producción
El rodaje principal comenzó en septiembre de 2016. Parte del rodaje se realizó en la Biblioteca Maughan del King's College de Londres.
Minley Manor, cerca de Fleet, Hampshire, se utilizó como ubicación para las tomas externas de Three Gables (Crooked House). Los interiores fueron filmados en cuatro lugares diferentes, incluyendo Hughenden Manor, West Wycombe House y Tyntesfield, cerca de Bristol.
El ambiente de la película fue creado por el diseñador de producción Simon Bowles. La banda sonora original de la película es de Hugo de Chaire.